# Otto Jungtow
Albert Hermann Otto Jungtow (* 29. Dezember 1892 in Berlin; † 19. August 1959 Remscheid) war ein deutscher Fußballspieler.

## Karriere

### Vereine
Jungtow gehörte dem Remscheider FC 06 als Mittelfeldspieler von 1910 bis 1912 an und kam in den vom Westdeutschen Spiel-Verband organisierten Kreismeisterschaften zunächst in der Gruppe Ost des Rheinbezirk Nord/Berg, danach in der Gruppe Süd des Rheinischen Nordkreises zum Einsatz.
Zurück nach Berlin gelangt, absolvierte er zwei Spielzeiten für den BFC Hertha 1892 in der vom Verband Brandenburgischer Ballspielvereine ausgerichteten Berliner Meisterschaft. Nachdem die Saison 1912/13 als Drittplatzierter abgeschlossen werden konnte, erreichte er mit der Mannschaft in der Folgesaison mit einem Punkt Abstand hinter dem Berliner BC 03 den zweiten Platz.
Nach einer zweijährigen Zwischenstation in Jena (1918–20) kehrte er nach Remscheid zurück und spielte für den 1917 neu gegründeten VfB 06 Remscheid – der Remscheider FC 06 wurde 1914 aufgelöst – in der Kreisliga Berg im Gau Berg-Mark gegen seinerzeit namhafte Konkurrenten aus Düsseldorf, Duisburg, Wuppertal und Solingen. Seine Karriere beendete er am Saisonende 1924/25.

### Nationalmannschaft
Am 21. März 1913 kam der nur 1,54 m große Spieler zu seinem einzigen Länderspiel für die A-Nationalmannschaft. Das Testspiel in Berlin ging mit 0:3 gegen die Englische Amateurnationalmannschaft verloren. Er bildete dabei mit Otto Völker und Eduard Pendorf die Läuferreihe in der DFB-Elf, die von Kapitän Adolf Jäger vor 17.000 Zuschauern angeführt wurde. Beim Olympiasieger von 1912 ragten Torhüter Ronald Brebner und Mittelstürmer und Torschütze zum 2:0 Vivian Woodward neben dem zweifachen Torschützen George H. Douglas heraus.
Am 15. Mai 1941 beantragte Jungtow die Aufnahme in die NSDAP und wurde zum 1. Juli desselben Jahres aufgenommen (Mitgliedsnummer 8.755.840).